# تروين
تروين (بالألمانية: Treuen) هي بلدة ألمانية تقع في ألمانيا في ساكسونيا. يقدر عدد سكانها بـ 8,892 نسمة .

## المدن التوأمة
مدينة Dettenhausen هي مدينة توأمة لـتروين.